# Islas de Hamburgo

Delta de Hamburgo, Elba, Bajo Elba, Alster, y afluentes

Las islas de Hamburgo son un conjunto de islas e islotes que forman parte, geográfica y administrativamente, de la ciudad-estado de Hamburgo, en el norte de Alemania. Estando Hamburgo ubicada en torno al río Elba, y particularmente en el punto donde se ensancha comenzando su último tramo antes de desembocar en el mar de Frisia, la mayoría de sus islas son fluviales y se encuentran en el Elba y sus afluentes. Muchas de las islas de Hamburgo han sido afectadas con los siglos por riadas e inundaciones que cambiaron la historia de la ciudad, y con ella algunos rasgos de su geografía.
Todas las islas mayores se encuentran a la altura del puerto de Hamburgo y la Speicherstadt, en lo que se denomina «delta interno de Hamburgo» (Hamburger Binnendelta), y son el resultado del entramado de brazos del río Elba en su paso por la ciudad. Algunos islotes se encuentran en varias afluentes y ríos menores que atraviesan la ciudad hacia norte y este, como el Alster. Hamburgo también cuenta con un pequeño archipiélago en el mar de Frisia, en el estuario del Elba (a la altura de Cuxhaven, Baja Sajonia), formando un enclave marítimo de Hamburgo en el mar del Norte. Estas islas abarcan el parque nacional del mar de Frisia hamburgués (Hamburgische Wattenmeer).

## Mar de Frisia
Las tres islas pertenecientes al término estatal de Hamburgo en el mar del Norte se consideran islas frisias, aunque no forman parte de las islas frisias orientales ni de las septentrionales.
- Neuwerk[5]
- Nigehörn
- Scharhörn

## Islas fluviales

### Delta de Hamburgo
- Billwerder Ausschlag
- Hohe Schaar
- Kaltehofe
- Veddel
- Wandrahm
- Wilhelmsburg

#### Islas artificiales
- Billerhuder Insel

### Bajo Elba
- Neßsand
- Schweinesand

### Alster
- Gurlitt-Insel

## Antiguas islas
Debido a sucesos naturales en torno al Elba (riadas, inundaciones y efectos de las mareas), las masas de tierra que forman las islas del Elba han experimentado a lo largo de los siglos cambios, que han incluido la aparición de nuevas islas y la «fusión» de antiguas islas entre ellas y con las orillas del río (debido a la aparición de tierra anteriormente cubierta de agua).

#### Delta de Hamburgo
- Cremon
- Grimm
- Kehrwieder
- Kleiner Grasbrook
- Neuhof
- Steinwerder